# Little Armageddon
Albums de Skip the Use
Can Be Late
(2012) Little Armageddon Tour
(2015)
Little Armageddon est le troisième album du groupe français Skip the Use, sorti le 24 février 2014 chez Polydor. 

## Liste des titres
| No  | Titre                             | Durée |
| --- | --------------------------------- | ----- |
| 1.  | Second to None                    | 3:06  |
| 2.  | 30 Years                          | 2:53  |
| 3.  | Nameless World                    | 3:19  |
| 4.  | The Taste                         | 4:52  |
| 5.  | Birds Are Born to Fly             | 3:03  |
| 6.  | The Wrong Man                     | 3:12  |
| 7.  | The Story of Gods and Men         | 3:15  |
| 8.  | Little Armageddon                 | 3:05  |
| 9.  | Gone Away                         | 3:08  |
| 10. | Être heureux                      | 3:16  |
| 11. | Lust for You                      | 3:32  |
| 12. | We Are Bastards                   | 2:07  |
| 13. | Hollywood (Édition limitée)       | 3:11  |
| 14. | No Hero (Édition limitée)         | 3:27  |
| 15. | In for the Kill (Édition limitée) | 2:50  |